# 3360 Sírinx

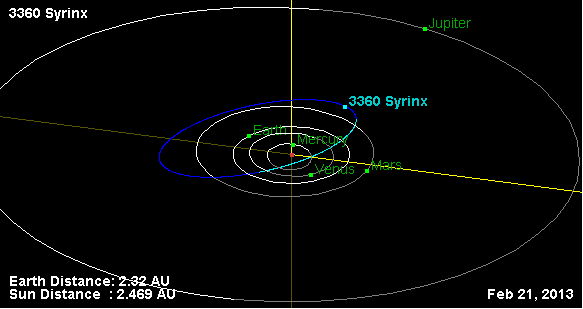
3360 Sírinx

Sírinx (asteroide 3360, com a designação provisória 1981 VA) é um asteroide cruzador de Marte. Possui uma excentricidade de.7433938199436843 e uma inclinação de 21.4017º.
Este asteroide foi descoberto no dia 4 de novembro de 1981 por Eleanor F. Helin e R. Scott Dunbar.